# لوتشيانو دي باردو
لوتشيانو دي باردو (بالإيطالية: Luciano Di Pardo)‏ هو عداء مسافات طويلة إيطالي، ولد في 3 فبراير 1975 في باد شفالباخ في ألمانيا.

## وصلات خارجية
- لوتشيانو دي باردو على موقع الاتحاد الدولي لألعاب القوى (الإنجليزية)
- لوتشيانو دي باردو على موقع الاتحاد الإيطالي لألعاب القوى (الإيطالية)